# 貝利維爾 (伊利諾伊州)
貝利維爾（英語：Baileyville）是位於美國伊利諾伊州奧格爾縣的一個非建制地區。該地的面積和人口皆未知。

## 地理
貝利維爾的座標為41°11′50″N 89°35′36″W / 41.19722°N 89.59333°W，而該地的平均海拔高度為282米（即925英尺）。